# Bernard Parker
Bernard Melvin Parker (Boksburg, 16 maart 1986) is een Zuid-Afrikaans voetballer die per 2011/12 uitkomt voor Kaizer Chiefs.

## Carrière
Parker speelde vanaf 2004 voor Thanda Royal Zulu uit Zuid-Afrika alwaar hij in vier seizoenen 29 treffers in 116 duels maakte. In 2009 werd hij door de club verhuurd aan Rode Ster Belgrado uit Servië en scoorde in een half jaar tijd zes maal in 16 duels. In de zomer van 2009 nam hij deel names Zuid-Afrika aan de FIFA Confedrations Cup in eigen land. Parker scoorde dat toernooi tweemaal en eindigde met Zuid-Afrika op een vierde plaats, nadat er na een strafschoppenserie van Europees kampioen Spanje werd verloren..
Op 8 juli 2009 werd bekend dat Parker een vierjarig contract tekent bij FC Twente, alwaar hij Eljero Elia op moet volgen. In januari 2011 werd hij tot het einde van het seizoen verhuurd aan het Griekse Panserraikos FC. Op 27 juli 2011 werd bekend dat Parker weer teruggaat naar zijn vaderland. Hij gaat spelen voor Kaizer Chiefs.

## Erelijst
FC Twente
- Nederlands landskampioen

2010
- Johan Cruijff Schaal

2010
 Kaizer Chiefs
- Topscorer Premier Soccer League

2013/14 (10 goals)

## Statistieken
| Seizoen | Club               | Land        | Competitie            | Wed. | Goals |
| ------- | ------------------ | ----------- | --------------------- | ---- | ----- |
| 2004/09 | Thanda Royal Zulu  | Zuid-Afrika | Premier Soccer League | 116  | 29    |
| 2008/09 | Rode Ster Belgrado | Servië      | Meridian Superliga    | 16   | 6     |
| 2009/10 | FC Twente          | Nederland   | Eredivisie            | 14   | 0     |
| 2010/11 | FC Twente          | Nederland   | Eredivisie            | 3    | 0     |
| 2010/11 | → Panserraikos FC  | Griekenland | Alpha Ethniki         | 12   | 1     |
| 2011/12 | Kaizer Chiefs      | Zuid-Afrika | Premier Soccer League | 28   | 3     |
| 2012/13 | Kaizer Chiefs      | Zuid-Afrika | Premier Soccer League | 28   | 12    |
| 2013/14 | Kaizer Chiefs      | Zuid-Afrika | Premier Soccer League | 27   | 10    |
| 2014/15 | Kaizer Chiefs      | Zuid-Afrika | Premier Soccer League | 24   | 7     |
| 2015/16 | Kaizer Chiefs      | Zuid-Afrika | Premier Soccer League | 26   | 2     |
| 2016/17 | Kaizer Chiefs      | Zuid-Afrika | Premier Soccer League | 24   | 5     |
| 2017/18 | Kaizer Chiefs      | Zuid-Afrika | Premier Soccer League | 24   | 4     |
| 2018/19 | Kaizer Chiefs      | Zuid-Afrika | Premier Soccer League | 6    | 0     |
| Totaal  | Totaal             | Totaal      | Totaal                | 348  | 79    |

Bijgewerkt op 25 september 2018